# Penne (Tarn)
Pour les articles homonymes, voir Penne.
Penne est une commune française située dans le département du Tarn, en région Occitanie. Sur le plan historique et culturel, la commune appartient au Gaillacois pour sa partie située sur la rive gauche de l'Aveyron. Pour la partie située sur la rive droite, elle appartient au causse de Caylus, localisé au sud du causse de Limogne.
Exposée à un climat océanique altéré, elle est drainée par l'Aveyron, le Bombic et par divers autres petits cours d'eau. La commune possède un patrimoine naturel remarquable : trois sites Natura 2000 (les « gorges de l'Aveyron, causses proches et vallée de la Vère », Les « vallées du Tarn, de l'Aveyron, du Viaur, de l'Agout et du Gijou » et la « forêt de Grésigne et environs »), trois espaces protégés (le « cours de la Garonne, de l'Aveyron, du Viaur et du Tarn », la « grotte du Figuier » et le « Martre de Bel Air ») et huit zones naturelles d'intérêt écologique, faunistique et floristique.
Penne est une commune rurale qui compte 597 habitants en 2022, après avoir connu un pic de population de 2 393 habitants en 1831. Ses habitants sont appelés les Pennols ou  Pennolles.

## Géographie

### Localisation
Penne se situe dans le nord-ouest du département du Tarn, à 31 km au nord-est de Montauban et à 24 km au nord-ouest de Gaillac. Elle est limitrophe du département de Tarn-et-Garonne.
Par ailleurs, la partie de son territoire située sur la rive droite de l'Aveyron, se trouve à l'extrémité sud du causse de Caylus, lui-même localisé au sud du causse de Limogne (département du Lot)
S'accrochant à un piton rocheux qui surplombe la rive gauche de l'Aveyron, dans la partie la plus pittoresque de son cours, le vieux bourg de Penne, dominé par les ruines de son château, occupe un site remarquable.

### Communes limitrophes
La commune de Penne jouxte sept autres communes dont quatre sont situées dans le département de Tarn-et-Garonne.
Les communes limitrophes sont Castelnau-de-Montmiral, Larroque, Vaour, Bruniquel, Cazals, Montricoux et Saint-Antonin-Noble-Val.
| Cazals (Tarn-et-Garonne)     | Saint-Antonin-Noble-Val (Tarn-et-Garonne) |                        |
| Montricoux (Tarn-et-Garonne) | Penne                                     | Vaour                  |
| Bruniquel (Tarn-et-Garonne)  | Larroque                                  | Castelnau-de-Montmiral |

### Voies de communication et transports
Aucun service de transport en commun ne dessert la commune. Les gares les plus proches sont la gare de Cordes - Vindrac ou la gare de Caussade.

### Hydrographie
La commune est dans le bassin de la Garonne, au sein du bassin hydrographique Adour-Garonne. Elle est drainée par l'Aveyron, le Bombic, un bras de l'Aveyron, le ravin de Fonvieille, le ruisseau de Cabéou, le ruisseau de Cap de Biou, le ruisseau de Fonrude, le ruisseau de Font Bonne, le ruisseau de l'Alvaraise, le ruisseau de Layrous, le ruisseau de Merdarié, le ruisseau de Varon et par divers petits cours d'eau, qui constituent un réseau hydrographique de 44 km de longueur totale,.
L'Aveyron, d'une longueur totale de 290,6 km, prend sa source dans la commune de Sévérac d'Aveyron et s'écoule d'est en ouest. Il traverse la commune et se jette dans le Tarn à Barry-d'Islemade, après avoir traversé 60 communes.

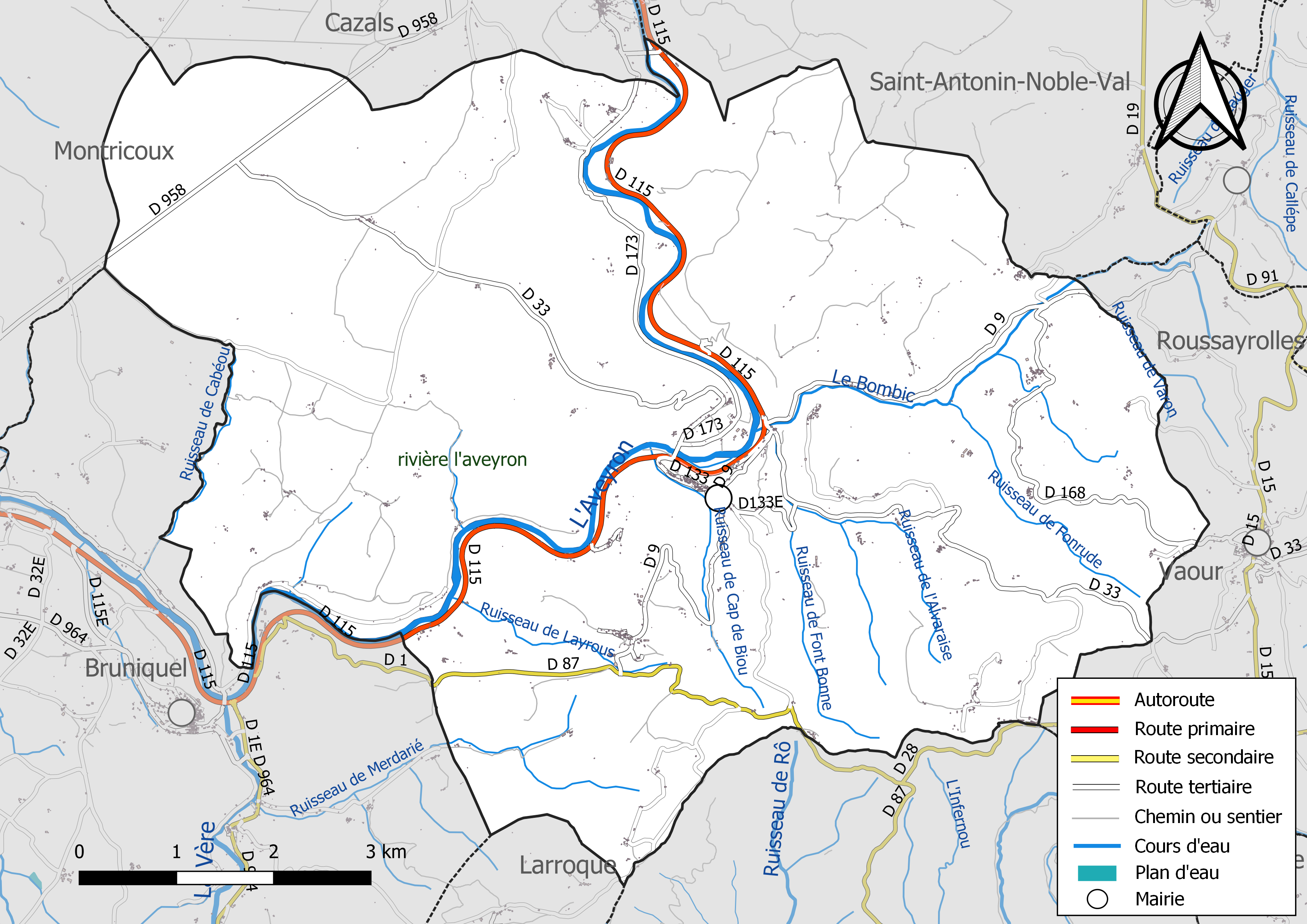
Réseaux hydrographique et routier de Penne.

### Climat
Pour des articles plus généraux, voir Climat de l'Occitanie et Climat du Tarn.
En 2010, le climat de la commune est de type climat océanique altéré, selon une étude du Centre national de la recherche scientifique s'appuyant sur une série de données couvrant la période 1971-2000. En 2020, Météo-France publie une typologie des climats de la France métropolitaine dans laquelle la commune est toujours exposée à un climat océanique altéré et est dans la région climatique Aquitaine, Gascogne, caractérisée par une pluviométrie abondante au printemps, modérée en automne, un faible ensoleillement au printemps, un été chaud (19,5 °C), des vents faibles, des brouillards fréquents en automne et en hiver et des orages fréquents en été (15 à 20 jours).
Pour la période 1971-2000, la température annuelle moyenne est de 13 °C, avec une amplitude thermique annuelle de 15,6 °C. Le cumul annuel moyen de précipitations est de 835 mm, avec 8,7 jours de précipitations en janvier et 6 jours en juillet. Pour la période 1991-2020, la température moyenne annuelle observée sur la station météorologique de Météo-France la plus proche, « Puycelsi », sur la commune de Puycelsi à 9 km à vol d'oiseau, est de 13,2 °C et le cumul annuel moyen de précipitations est de 740,4 mm. 
La température maximale relevée sur cette station est de 41,9 °C, atteinte le 24 août 2023 ; la température minimale est de −11,7 °C, atteinte le 8 février 2012,,.
Les paramètres climatiques de la commune ont été estimés pour le milieu du siècle (2041-2070) selon différents scénarios d'émission de gaz à effet de serre à partir des nouvelles projections climatiques de référence DRIAS-2020. Ils sont consultables sur un site dédié publié par Météo-France en novembre 2022.

### Milieux naturels et biodiversité

#### Espaces protégés
La protection réglementaire est le mode d’intervention le plus fort pour préserver des espaces naturels remarquables et leur biodiversité associée,.
Trois espaces protégés sont présents sur la commune : 
- le « cours de la Garonne, de l'Aveyron, du Viaur et du Tarn », objet d'un arrêté de protection de biotope, d'une superficie de 1 262,3 ha[15] ;
- la « grotte du Figuier », objet d'un arrêté de protection de biotope, d'une superficie de 0,2 ha[16] ;
- le « Martre de Bel Air », un terrain acquis (ou assimilé) par un conservatoire d'espaces naturels, d'une superficie de 55 ha[17].

#### Réseau Natura 2000

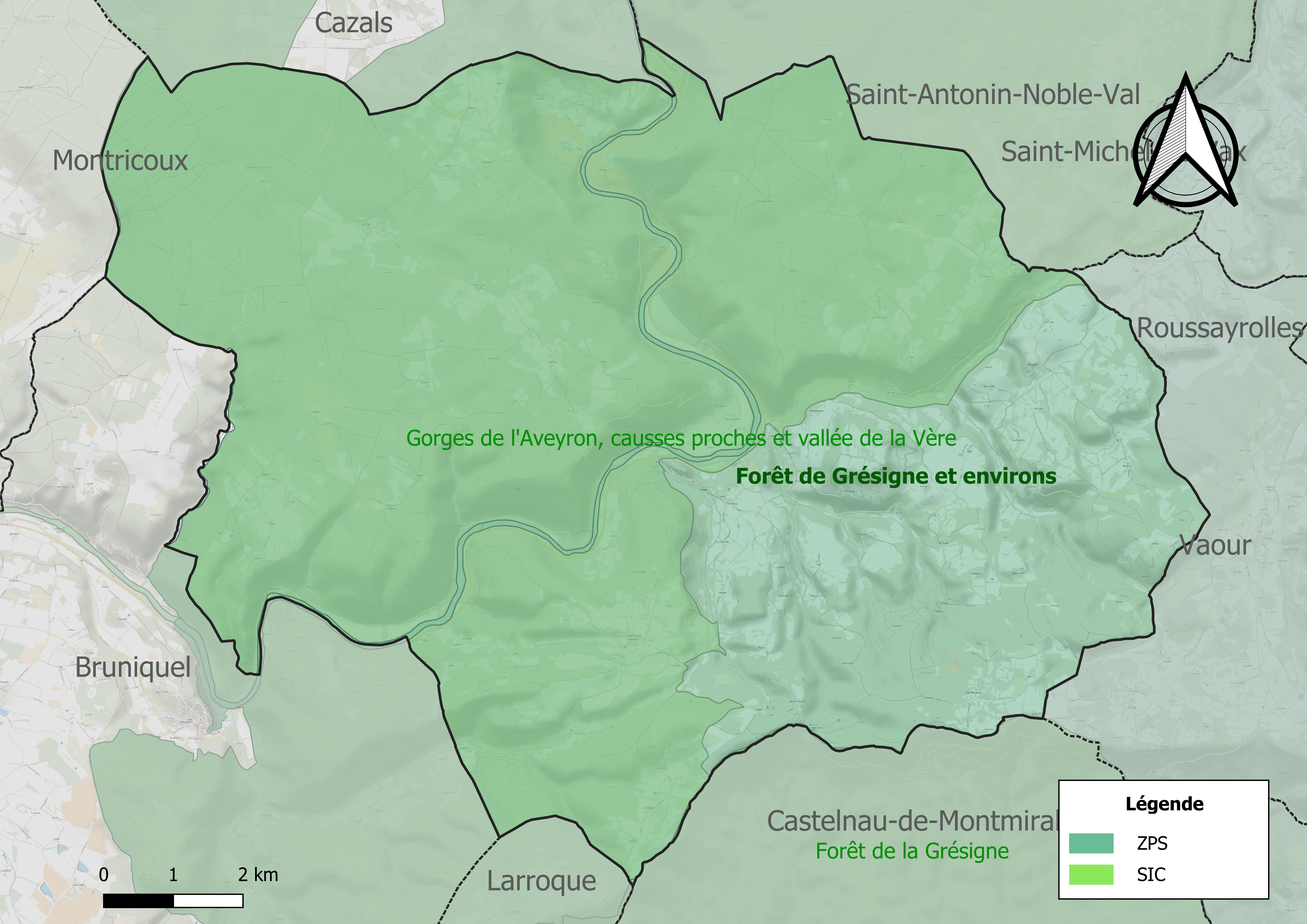
Sites Natura 2000 sur le territoire communal.

Le réseau Natura 2000 est un réseau écologique européen de sites naturels d'intérêt écologique élaboré à partir des directives habitats et oiseaux, constitué de zones spéciales de conservation (ZSC) et de zones de protection spéciale (ZPS).
Deux sites Natura 2000 ont été définis sur la commune au titre de la directive habitats :
- les « gorges de l'Aveyron, causses proches et vallée de la Vère », d'une superficie de 11 660 ha, un ensemble de plusieurs grands espaces et milieux, caractérisé par une grande vallée dominée par de grandes falaises, des pentes à pelouses sèches et des plateaux secs, quelques petites vallées encaissées et surtout de nombreuses cavités naturelles riches en chiroptères. De nombreuses pelouses sèches abritent de belles stations à orchidées[20] ;
- Les « vallées du Tarn, de l'Aveyron, du Viaur, de l'Agout et du Gijou », d'une superficie de 17 144 ha, s'étendant sur 136 communes dont 41 dans l'Aveyron, 8 en Haute-Garonne, 50 dans le Tarn et 37 dans le Tarn-et-Garonne. Elles présentent une très grande diversité d'habitats et d'espèces dans ce vaste réseau de cours d'eau et de gorges. La présence de la Loutre d'Europe et de la moule perlière d'eau douce est également d'un intérêt majeur[21] ;

et un au titre de la directive oiseaux : 
- la « forêt de Grésigne et environs », d'une superficie de 27 701 ha, un site où onze espèces de l'annexe 1 se reproduisent régulièrement sur le site, parmi lesquelles sept espèces de rapaces (dont le Faucon pèlerin et le Grand-Duc d'Europe)[22].

#### Zones naturelles d'intérêt écologique, faunistique et floristique
L’inventaire des zones naturelles d'intérêt écologique, faunistique et floristique (ZNIEFF) a pour objectif de réaliser une couverture des zones les plus intéressantes sur le plan écologique, essentiellement dans la perspective d’améliorer la connaissance du patrimoine naturel national et de fournir aux différents décideurs un outil d’aide à la prise en compte de l’environnement dans l’aménagement du territoire.
Cinq ZNIEFF de type 1 sont recensées sur la commune :
- le « causse d'Anglars » (3 598 ha), couvrant 4 communes dont trois dans le Tarn et une dans le Tarn-et-Garonne[24] ;
- le « causse de Magrou et falaises de Bès et Penne » (323 ha)[25] ;
- le « cirques de Thouryes et de Bône » (489 ha), couvrant 3 communes dont une dans le Tarn et deux dans le Tarn-et-Garonne[26] ;
- la « forêt de Grésigne » (4 019 ha), couvrant 7 communes du département[27] ;
- la « rivière Aveyron » (3 500 ha), couvrant 63 communes dont 38 dans l'Aveyron, cinq dans le Tarn et 20 dans le Tarn-et-Garonne[28] ;

et trois ZNIEFF de type 2, : 
- le « causse du Frau et falaises rive droite de l'Aveyron entre Montricoux et Saint-Antonin-Noble-val » (6 135 ha), couvrant 7 communes dont une dans le Tarn et six dans le Tarn-et-Garonne[29] ;
- la « forêt de Grésigne et environs » (18 733 ha), couvrant 21 communes dont 17 dans le Tarn et quatre dans le Tarn-et-Garonne[30] ;
- la « vallée de l' Aveyron » (14 644 ha), couvrant 68 communes dont 41 dans l'Aveyron, cinq dans le Tarn et 22 dans le Tarn-et-Garonne[31].

Carte des ZNIEFF de type 1 et 2 à Penne.
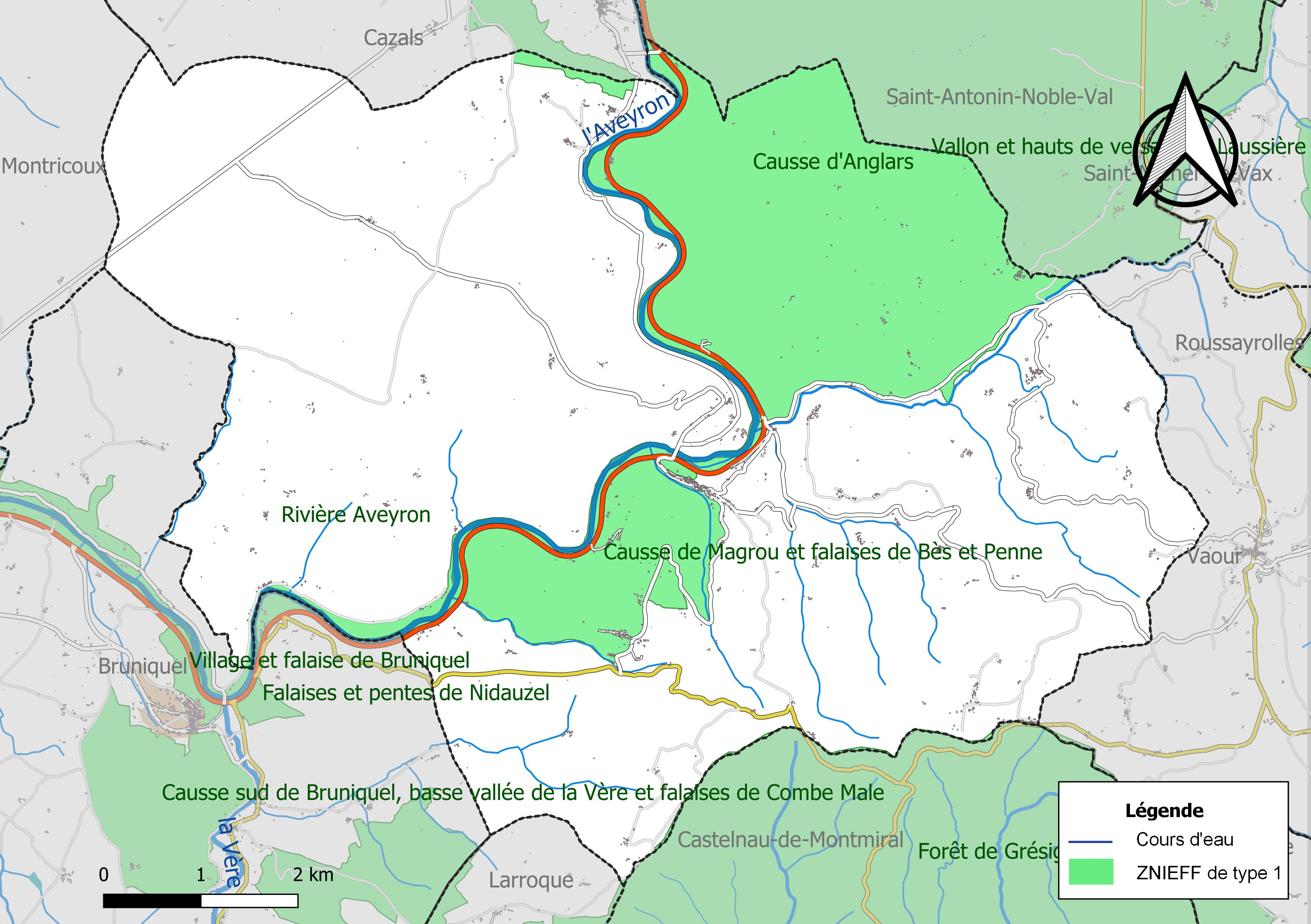
Carte des ZNIEFF de type 1 sur la commune.
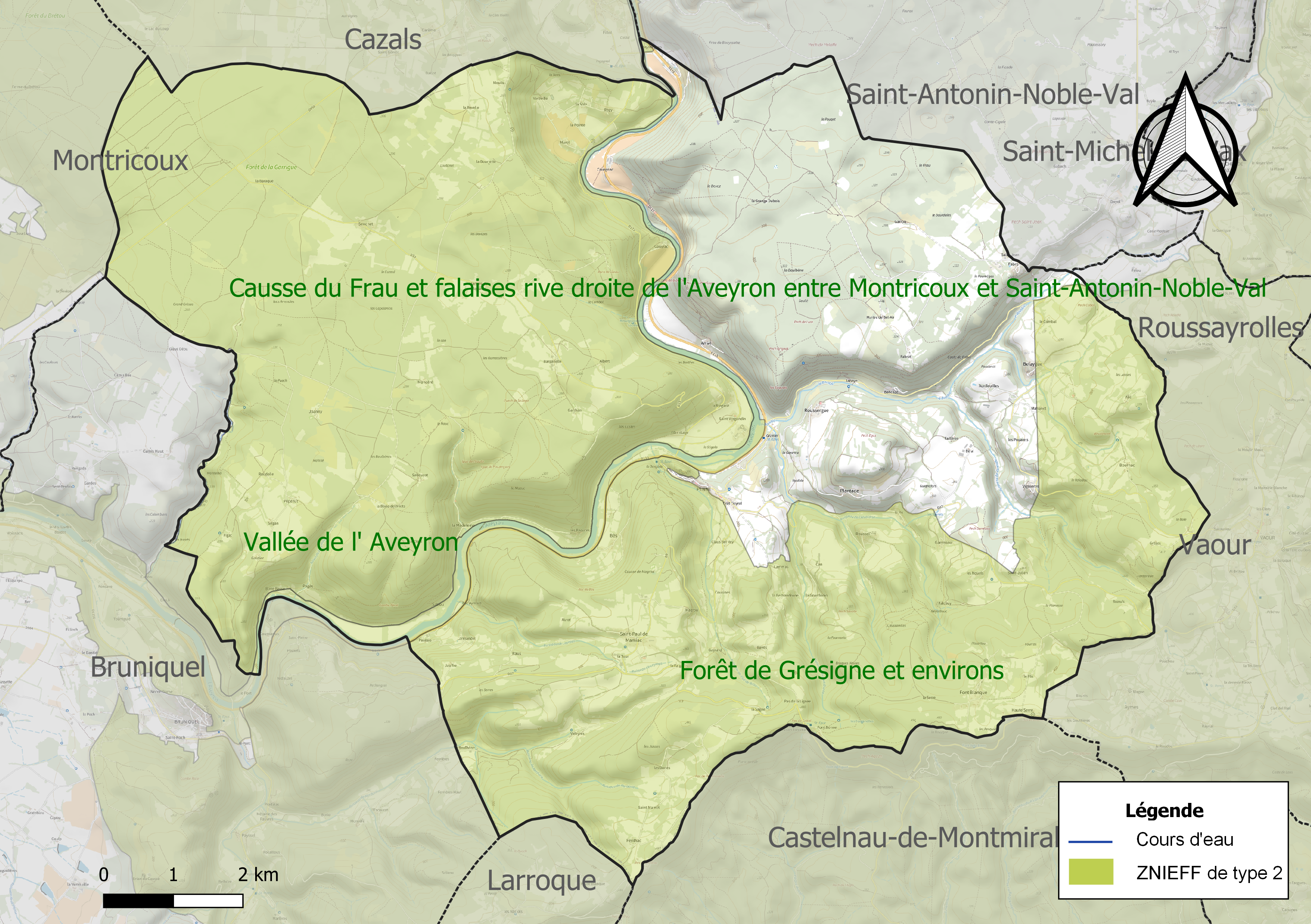
Carte des ZNIEFF de type 2 sur la commune.

## Urbanisme

### Typologie
Au 1er janvier 2024, Penne est catégorisée commune rurale à habitat très dispersé, selon la nouvelle grille communale de densité à sept niveaux définie par l'Insee en 2022.
Elle est située hors unité urbaine et hors attraction des villes,.

### Occupation des sols
L'occupation des sols de la commune, telle qu'elle ressort de la base de données européenne d’occupation biophysique des sols Corine Land Cover (CLC), est marquée par l'importance des forêts et milieux semi-naturels (75,2 % en 2018), en diminution par rapport à 1990 (76,2 %). La répartition détaillée en 2018 est la suivante : 
forêts (69,4 %), prairies (17,7 %), zones agricoles hétérogènes (7 %), milieux à végétation arbustive et/ou herbacée (5,9 %). L'évolution de l’occupation des sols de la commune et de ses infrastructures peut être observée sur les différentes représentations cartographiques du territoire : la carte de Cassini (XVIIIe siècle), la carte d'état-major (1820-1866) et les cartes ou photos aériennes de l'IGN pour la période actuelle (1950 à aujourd'hui).

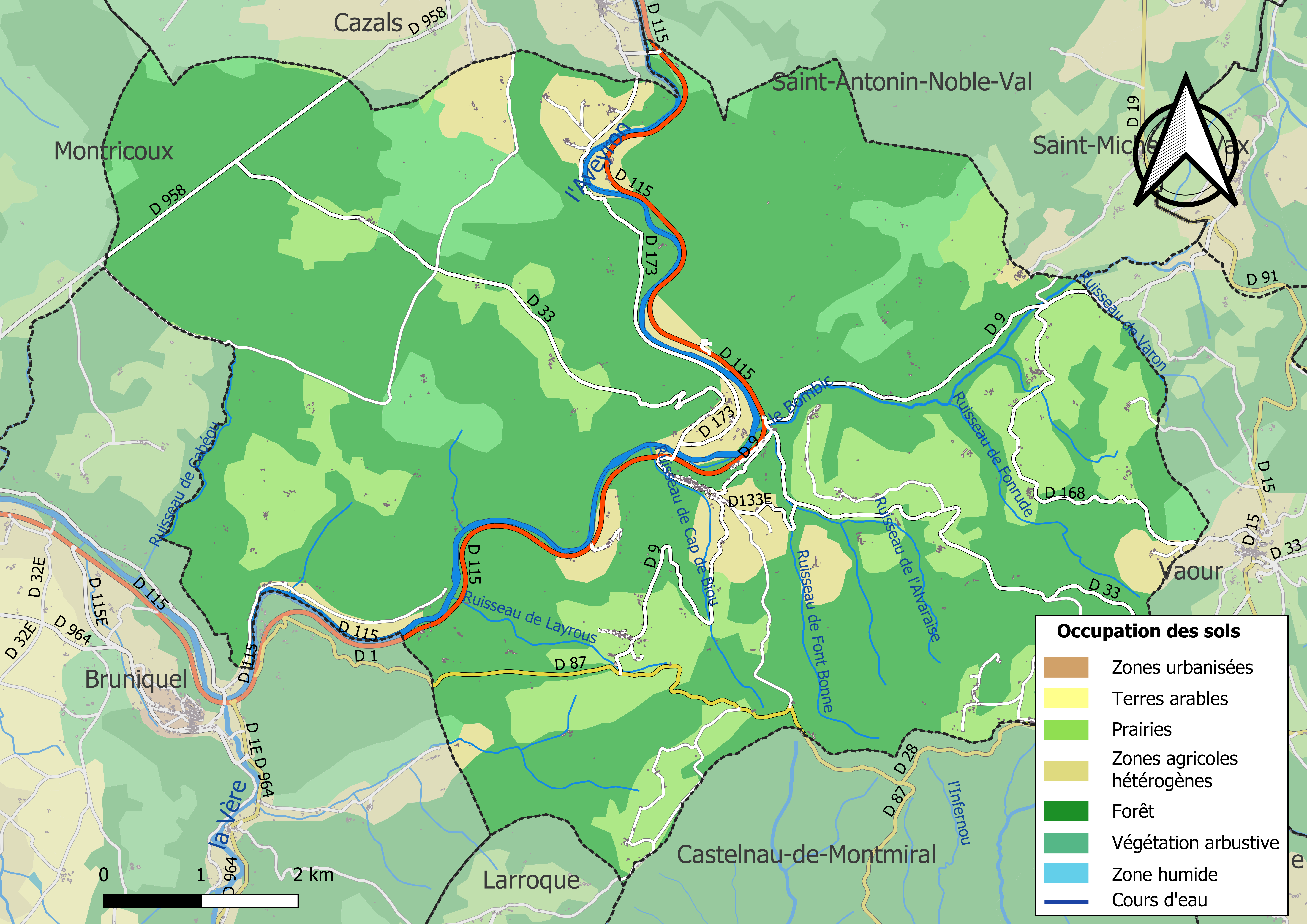
Carte des infrastructures et de l'occupation des sols de la commune en 2018 (CLC).

### Risques majeurs
Le territoire de la commune de Penne est vulnérable à différents aléas naturels : météorologiques (tempête, orage, neige, grand froid, canicule ou sécheresse), inondations, feux de forêts, mouvements de terrains et séisme (sismicité très faible). Il est également exposé à deux risques technologiques, le transport de matières dangereuses et la rupture d'un barrage, et à un risque particulier : le risque de radon. Un site publié par le BRGM permet d'évaluer simplement et rapidement les risques d'un bien localisé soit par son adresse soit par le numéro de sa parcelle.

#### Risques naturels
Certaines parties du territoire communal sont susceptibles d’être affectées par le risque d’inondation par débordement de cours d'eau, notamment l'Aveyron. La cartographie des zones inondables en ex-Midi-Pyrénées réalisée dans le cadre du XIe Contrat de plan État-région, visant à informer les citoyens et les décideurs sur le risque d’inondation, est accessible sur le site de la DREAL Occitanie. La commune a été reconnue en état de catastrophe naturelle au titre des dommages causés par les inondations et coulées de boue survenues en 1982, 1992, 1999, 2003 et 2021,.
Penne est exposée au risque de feu de forêt. En 2022, il n'existe pas de Plan de Prévention des Risques incendie de forêt (PPRif). Le débroussaillement aux abords des maisons constitue l’une des meilleures protections pour les particuliers contre le feu,.

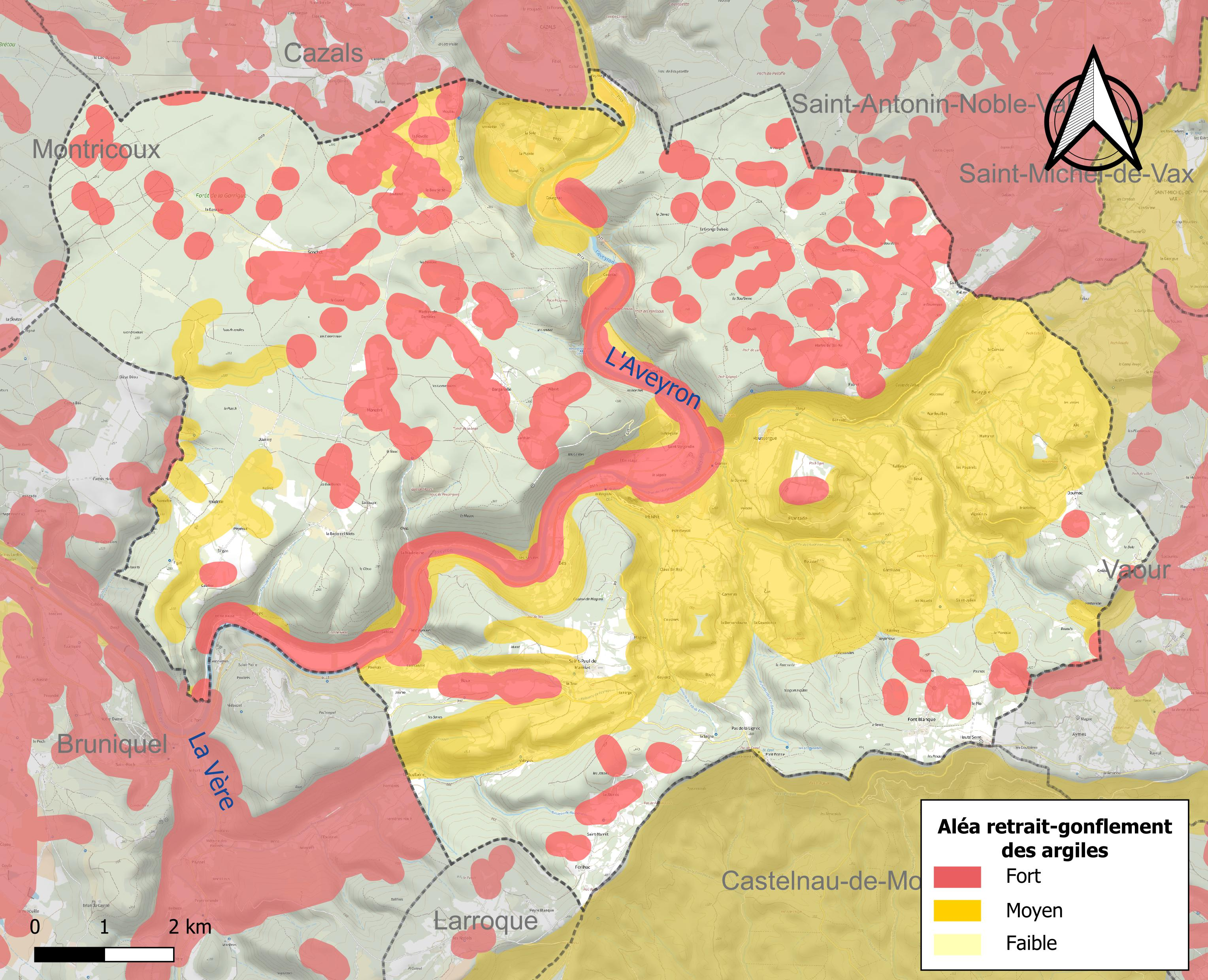
Carte des zones d'aléa retrait-gonflement des sols argileux de Penne.

La commune est vulnérable au risque de mouvements de terrains constitué principalement du retrait-gonflement des sols argileux. Cet aléa est susceptible d'engendrer des dommages importants aux bâtiments en cas d’alternance de périodes de sécheresse et de pluie. 50,8 % de la superficie communale est en aléa moyen ou fort (76,3 % au niveau départemental et 48,5 % au niveau national). Sur les 551 bâtiments dénombrés sur la commune en 2019, 428 sont en aléa moyen ou fort, soit 78 %, à comparer aux 90 % au niveau départemental et 54 % au niveau national. Une cartographie de l'exposition du territoire national au retrait gonflement des sols argileux est disponible sur le site du BRGM,.
Par ailleurs, afin de mieux appréhender le risque d’affaissement de terrain, l'inventaire national des cavités souterraines permet de localiser celles situées sur la commune.

#### Risques technologiques
Le risque de transport de matières dangereuses sur la commune est lié à sa traversée par des infrastructures routières ou ferroviaires importantes ou la présence d'une canalisation de transport d'hydrocarbures. Un accident se produisant sur de telles infrastructures est susceptible d’avoir des effets graves sur les biens, les personnes ou l'environnement, selon la nature du matériau transporté. Des dispositions d’urbanisme peuvent être préconisées en conséquence.
La commune est en outre située en aval d'un barrage de classe A. À ce titre elle est susceptible d’être touchée par l’onde de submersion consécutive à la rupture de cet ouvrage.

#### Risque particulier
Dans plusieurs parties du territoire national, le radon, accumulé dans certains logements ou autres locaux, peut constituer une source significative d’exposition de la population aux rayonnements ionisants. Certaines communes du département sont concernées par le risque radon à un niveau plus ou moins élevé. Selon la classification de 2018, la commune de Penne est classée en zone 3, à savoir zone à potentiel radon significatif.

## Toponymie
Le nom de Penne proviendrait d'un nom pré-latin probablement ligure penna signifiant « hauteur rocheuse plus ou moins pointue », qui a donné son nom à d'autres communes et lieux-dits principalement dans le sud de la France.
Vivant à l'ouest de l'Europe, le celtique a été parlé sur la grande partie de notre continent. Penn en langues celtiques signifie sommet, bout, tête ; la lettre p ayant parfois disparu (ex.Turenne ; cenn en irlandais cf. Kennedy de Cennéidigh qui signifie « tête casquée »). On retrouve ce préfixe dans les «Alpes Pennines», ou dans Penmarc'h en Bretagne, par exemple.
Source : www.persee.fr/doc/onoma_0755-7752_2004_num_43_1_1466

## Histoire

### Préhistoire

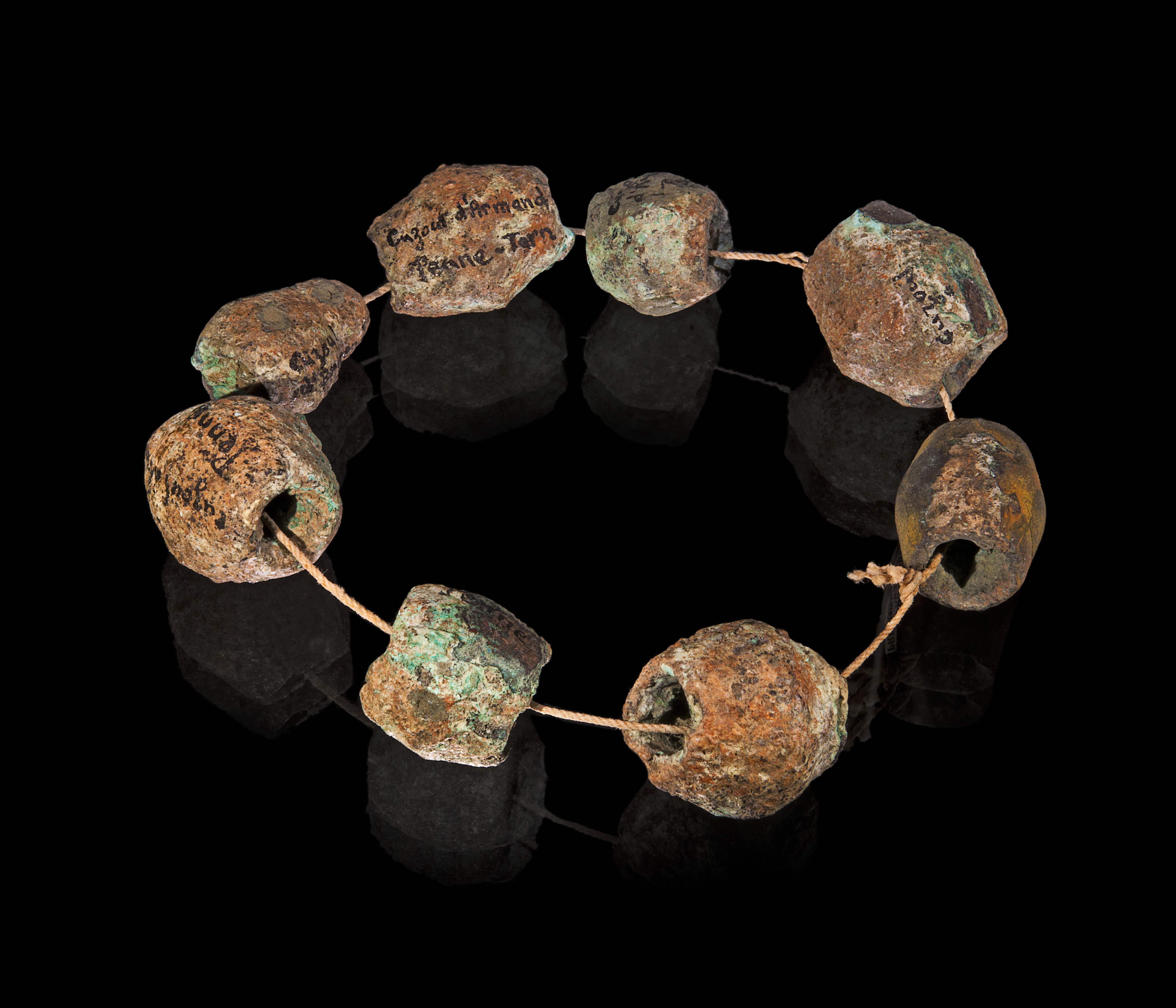
Parure en bronze de Penne. Muséum de Toulouse.

Le territoire de la commune est habité depuis le Paléolithique.

#### Abri des Battuts
L'abri des Battuts, connu depuis les fouilles de Victor Brun au XIXe siècle et fouillé de façon extensive par l'équipe de H.L. Movius de 1958 à 1963, 
se trouve dans les gorges de l'Aveyron en rive droite (côté sud-est) qu'il surplombe d'environ 80 m.
La topographie du lieu semble assez complexe, avec la grotte des Battus en contrebas de 3 m et à 25 m en aval de l'abri des Battus ; un petit abri au pied de la falaise à peu près à l'aplomb de l'abri des Battuts, et qui a reçu des déblais provenant du remplissage de l'abri des Battuts, et plusieurs installations post-proto-historiques (Antiquité ? Moyen Âge ?) dont une citerne perchée en hauteur et divers aménagements.
Creusé dans une large strate de calcaires bajocien, il mesure 6 × 8 m.
Il a livré des niveaux aurignaciens (couches 2 et 3 selon Alaux 1973 - en 1996 Bosselin attribue la couche 2 au proto-magdalénien et la couche 3 au Périgordien VI), périgordiens (couches 3-4 : faciès Noaillien inférieur et moyen, couche 4 : Noaillien inférieur, moyen et supérieur, couche 5 : Périgordien moyen) et post-paléolithiques (couche 13, du deuxième âge du fer au Moyen Âge).

#### Grotte de la Magdeleine des Albis
Située dans les gorges de l'Aveyron en rive gauche (côté nord-ouest), près de l'actuel lieu-dit La Madeleine au sud-ouest de Penne, la grotte de la Magdeleine des Albis est célèbre pour les deux Vénus — figures féminines sculptées en bas-relief — découvertes en 1952 par Henri Bessac. La grotte ornée surplombe de quelques mètres un gisement de plein air dit « La Magdeleine-La Plaine » dont l'art mobilier (six plaquettes gravées dont une plaquette calcaire avec quatre figures féminines schématiques de type Lalinde-Gönnersdorf (en)) et l'abondante industrie lithique sont attribués au Magdalénien supérieur, contrairement à l'art pariétal de la grotte des Vénus qui relève plutôt du Magdalénien moyen. En l'état des recherches, le groupe humain qui a fréquenté le gisement de plein air ne semble pas apparenté à celui qui avait occupé la grotte longtemps auparavant.

#### Grotte du Courbet
L'art mobilier magdalénien s'illustre également dans la commune par la grotte du Courbet où ont été découverts de nombreux outils décorés, plusieurs plaquettes calcaires gravées et une petite statuette féminine.

#### Grotte de la Pyramide
Le Néolithique est représenté par les niveaux chasséens de la grotte de la Pyramide[réf. souhaitée].

#### Le Cuzoul d'Armand
Dès le milieu du XIXe siècle, Jean-Baptiste Noulet a fouillé  la grotte dite « Le Cuzoul d'Armand » à Penne, datant de l'âge du bronze. Plusieurs objets sont conservés au muséum de Toulouse.

### Moyen Âge et Renaissance

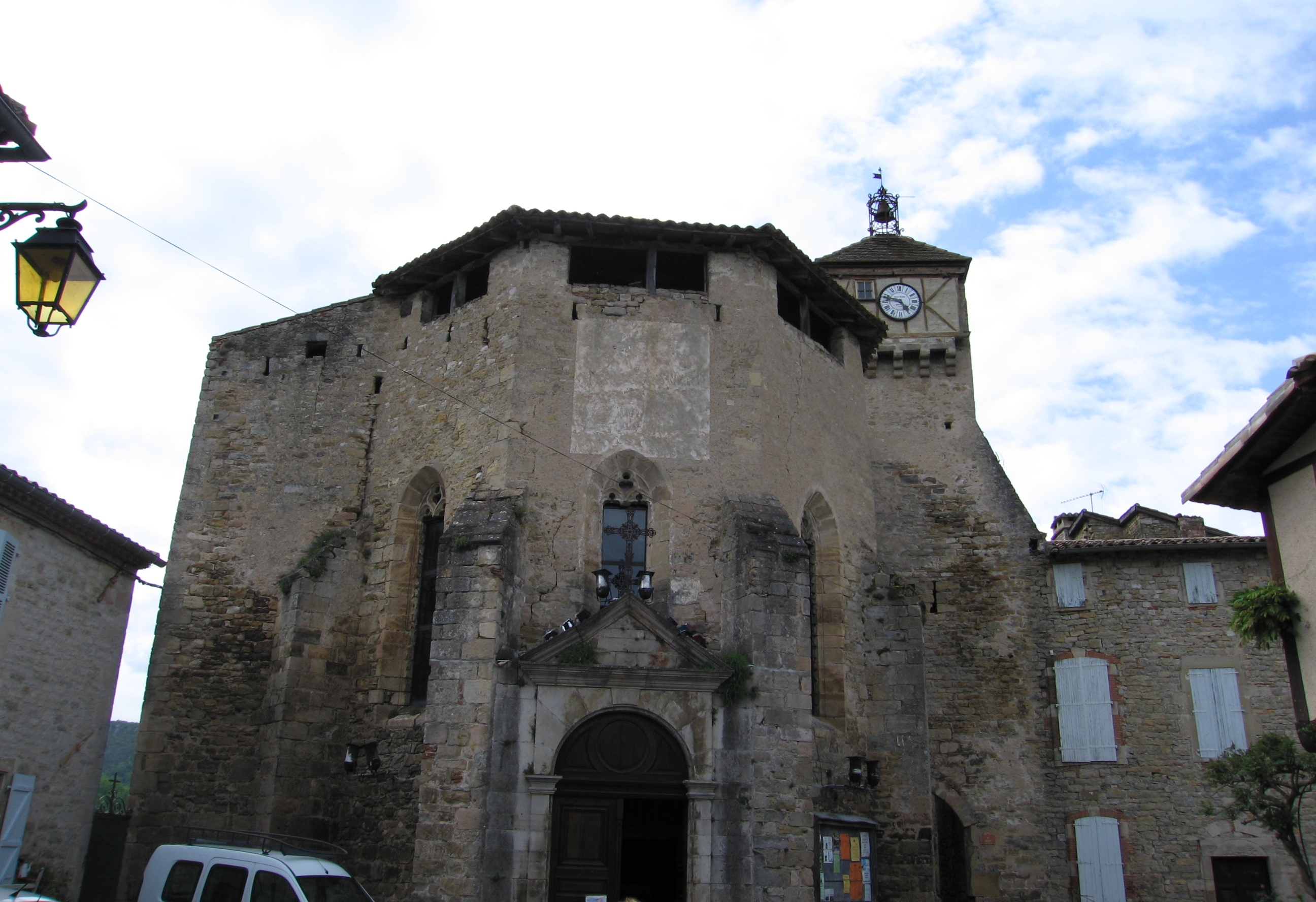
Église de Penne.

En 580, à l'époque des premiers seigneurs de Penne, une église est construite sous l'impulsion de saint Salvy, évêque d'Albi.
Aux XIIe et XIIIe siècles est construite l'église actuelle, orientée à l'est et intégrée à l'enceinte fortifiée du village. L'abside dominait le fossé qui occupait la place actuelle.
En 1568, le chef protestant Philippe de Rabastens prend la ville restée catholique. L'église est en partie détruite.
Une fois la paix religieuse revenue, l'église est restaurée dans le style gothique occitan. Une porte est alors ouverte à l'est sur le fossé maintenant comblé, et l'église est « retournée » (orientée à l'ouest).

### XIXeetXXesiècles
La ligne de Lexos à Montauban traversait la commune. Elle fut construite entre décembre 1853 et le 30 août 1858, date de son inauguration. La ligne est intensément utilisée durant six années jusqu'à l'ouverture de la ligne Lexos-Toulouse via Vindrac, Tessonières et Albi qui lui fait concurrence.

En 1930, une ligne autobus relie Penne à la gare de Vindrac en passant par Vaour. Le service passager de la ligne de chemin de fer est interrompu en 1935 pour être renouvelé en 1940 et définitivement arrêté en 1955.

## Politique et administration
| Période                                  | Période   | Identité          | Étiquette | Qualité                                                             |
| ---------------------------------------- | --------- | ----------------- | --------- | ------------------------------------------------------------------- |
| 1947                                     | 1965      | Fernand Verdeille | SFIO      | Conseiller général du Tarn (1945-1974) Sénateur du Tarn (1946-1974) |
| 1965                                     | août 2006 | Maurice Boyer     | DVG       | Conseiller général (1988-2008)                                      |
| août 2006                                | En cours  | Jean-Luc Kretz    |           |                                                                     |
| Les données manquantes sont à compléter. |           |                   |           |                                                                     |

## Démographie
L'évolution du nombre d'habitants est connue à travers les recensements de la population effectués dans la commune depuis 1793. Pour les communes de moins de 10 000 habitants, une enquête de recensement portant sur toute la population est réalisée tous les cinq ans, les populations de référence des années intermédiaires étant quant à elles estimées par interpolation ou extrapolation. Pour la commune, le premier recensement exhaustif entrant dans le cadre du nouveau dispositif a été réalisé en 2007.

En 2022, la commune comptait 597 habitants, en évolution de +3,29 % par rapport à 2016 (Tarn : +2,52 %, France hors Mayotte : +2,11 %).
| 1793  | 1800  | 1806  | 1821  | 1831  | 1836  | 1841  | 1846  | 1851  |
| ----- | ----- | ----- | ----- | ----- | ----- | ----- | ----- | ----- |
| 2 000 | 2 092 | 2 261 | 2 174 | 2 393 | 2 267 | 2 243 | 2 201 | 2 157 |

| 1856  | 1861  | 1866  | 1872  | 1876  | 1881  | 1886  | 1891  | 1896  |
| ----- | ----- | ----- | ----- | ----- | ----- | ----- | ----- | ----- |
| 2 150 | 2 053 | 2 021 | 1 883 | 1 826 | 1 754 | 1 693 | 1 566 | 1 512 |

| 1901  | 1906  | 1911  | 1921 | 1926 | 1931 | 1936 | 1946 | 1954 |
| ----- | ----- | ----- | ---- | ---- | ---- | ---- | ---- | ---- |
| 1 305 | 1 280 | 1 227 | 928  | 868  | 755  | 721  | 696  | 531  |

| 1962 | 1968 | 1975 | 1982 | 1990 | 1999 | 2006 | 2007 | 2012 |
| ---- | ---- | ---- | ---- | ---- | ---- | ---- | ---- | ---- |
| 535  | 504  | 515  | 507  | 516  | 522  | 548  | 552  | 574  |

| 2017 | 2022 | - | - | - | - | - | - | - |
| ---- | ---- | - | - | - | - | - | - | - |
| 579  | 597  | - | - | - | - | - | - | - |

## Économie

### Revenus
En 2018, la commune compte 268 ménages fiscaux, regroupant 549 personnes. La médiane du revenu disponible par unité de consommation est de 17 690 € (20 400 € dans le département).

### Emploi
|                | 2008  | 2013   | 2018   |
| -------------- | ----- | ------ | ------ |
| Commune        | 7,7 % | 10,2 % | 10,6 % |
| Département    | 8,2 % | 9,9 %  | 10 %   |
| France entière | 8,3 % | 10 %   | 10 %   |

En 2018, la population âgée de 15 à 64 ans s'élève à 361 personnes, parmi lesquelles on compte 75,1 % d'actifs (64,5 % ayant un emploi et 10,6 % de chômeurs) et 24,9 % d'inactifs,. En  2018, le taux de chômage communal (au sens du recensement) des 15-64 ans est supérieur à celui du département et de la France, alors qu'en 2008 la situation était inverse.
La commune est hors attraction des villes,. Elle compte 127 emplois en 2018, contre 146 en 2013 et 123 en 2008. Le nombre d'actifs ayant un emploi résidant dans la commune est de 241, soit un indicateur de concentration d'emploi de 52,7 % et un taux d'activité parmi les 15 ans ou plus de 55,5 %.
Sur ces 241 actifs de 15 ans ou plus ayant un emploi, 85 travaillent dans la commune, soit 35 % des habitants. Pour se rendre au travail, 92 % des habitants utilisent un véhicule personnel ou de fonction à quatre roues, 0,4 % les transports en commun, 1,3 % s'y rendent en deux-roues, à vélo ou à pied et 6,3 % n'ont pas besoin de transport (travail au domicile).

### Activités hors agriculture

#### Secteurs d'activités
72 établissements sont implantés  à Penne au 31 décembre 2019. Le tableau ci-dessous en détaille le nombre par secteur d'activité et compare les ratios avec ceux du département,.
| Secteur d'activité                                                                                        | Commune | Commune | Département |
| Secteur d'activité                                                                                        | Nombre  | %       | %           |
| --- | ------- | ------- | ----------- |
| Ensemble                                                                                                  | 72      | 100 %   | (100 %)     |
| Industrie manufacturière, industries extractives et autres                                                | 9       | 12,5 %  | (13 %)      |
| Construction                                                                                              | 13      | 18,1 %  | (12,5 %)    |
| Commerce de gros et de détail, transports, hébergement et restauration                                    | 18      | 25 %    | (26,7 %)    |
| Information et communication                                                                              | 1       | 1,4 %   | (2,1 %)     |
| Activités financières et d'assurance                                                                      | 1       | 1,4 %   | (3,3 %)     |
| Activités immobilières                                                                                    | 4       | 5,6 %   | (4,2 %)     |
| Activités spécialisées, scientifiques et techniques et activités de services administratifs et de soutien | 11      | 15,3 %  | (13,8 %)    |
| Administration publique, enseignement, santé humaine et action sociale                                    | 5       | 6,9 %   | (15,5 %)    |
| Autres activités de services                                                                              | 10      | 13,9 %  | (9 %)       |

Le secteur du commerce de gros et de détail, des transports, de l'hébergement et de la restauration est prépondérant sur la commune puisqu'il représente 25 % du nombre total d'établissements de la commune (18 sur les 72 entreprises implantées  à Penne), contre 26,7 % au niveau départemental.

#### Entreprises et commerces
Les deux entreprises ayant leur siège social sur le territoire communal qui génèrent le plus de chiffre d'affaires en 2020 sont : 
- SAS Fromagerie Le Pic, fabrication de fromage (4 996 k€)
- Les Ateliers Du Millal, entretien et réparation de véhicules automobiles légers (93 k€)

### Agriculture
La commune est dans les Causses du Quercy, une petite région agricole relativement pauvre et aride accueilant des élevages de brebis et agneaux en plein air, située dans le nord-ouest du département du Tarn. En 2020, l'orientation technico-économique de l'agriculture  sur la commune est la polyculture et/ou le polyélevage.
|               | 1988  | 2000  | 2010  | 2020  |
| ------------- | ----- | ----- | ----- | ----- |
| Exploitations | 44    | 33    | 25    | 27    |
| SAU (ha)      | 1 521 | 1 324 | 1 285 | 1 431 |

Le nombre d'exploitations agricoles en activité et ayant leur siège dans la commune est passé de 44 lors du recensement agricole de 1988  à 33 en 2000 puis à 25 en 2010 et enfin à 27 en 2020, soit une baisse de 39 % en 32 ans. Le même mouvement est observé à l'échelle du département qui a perdu pendant cette période 58 % de ses exploitations,. La surface agricole utilisée sur la commune a également diminué, passant de 1 521 ha en 1988 à 1 431 ha en 2020. Parallèlement la surface agricole utilisée moyenne par exploitation a augmenté, passant de 35 à 53 ha.

## Culture locale et patrimoine

### Lieux et monuments
- Église Sainte-Catherine de Penne. L'édifice et le beffroi ont été inscrits au titre des monuments historiques en 1954[65].
- Église Notre-Dame de Roussergue.
- Chapelle de Haute-Serre.
- Chapelle Sainte-Madeleine-des-Albis de La Madeleine. Ancien prieuré de l'abbaye de Septfonds puis possession des templiers de Vaour  avec les moulins d'Auriol, actuel lieu-dit La Madeleine sur la rive droite de l'Aveyron[66],[67].
- Église Saint-Pantaléon de Belaygue.
- Église Saint-Paul de Saint-Paul-de-Mamiac.
- Église Saint-Vergondin-de-Saliès de La Brégarié.
- Le territoire de la commune porte de nombreux mégalithes préhistoriques, dont au moins 1 menhir, 1 ciste, 1 alignement et près d'une dizaine de dolmens.
- Penne, village médiéval construit sur un éperon rocheux.
- Église du XIIIe siècle intégrée aux remparts, d'orientation inversée (vers l'ouest).
- Château-fort de Penne domine la vallée de l'Aveyron.

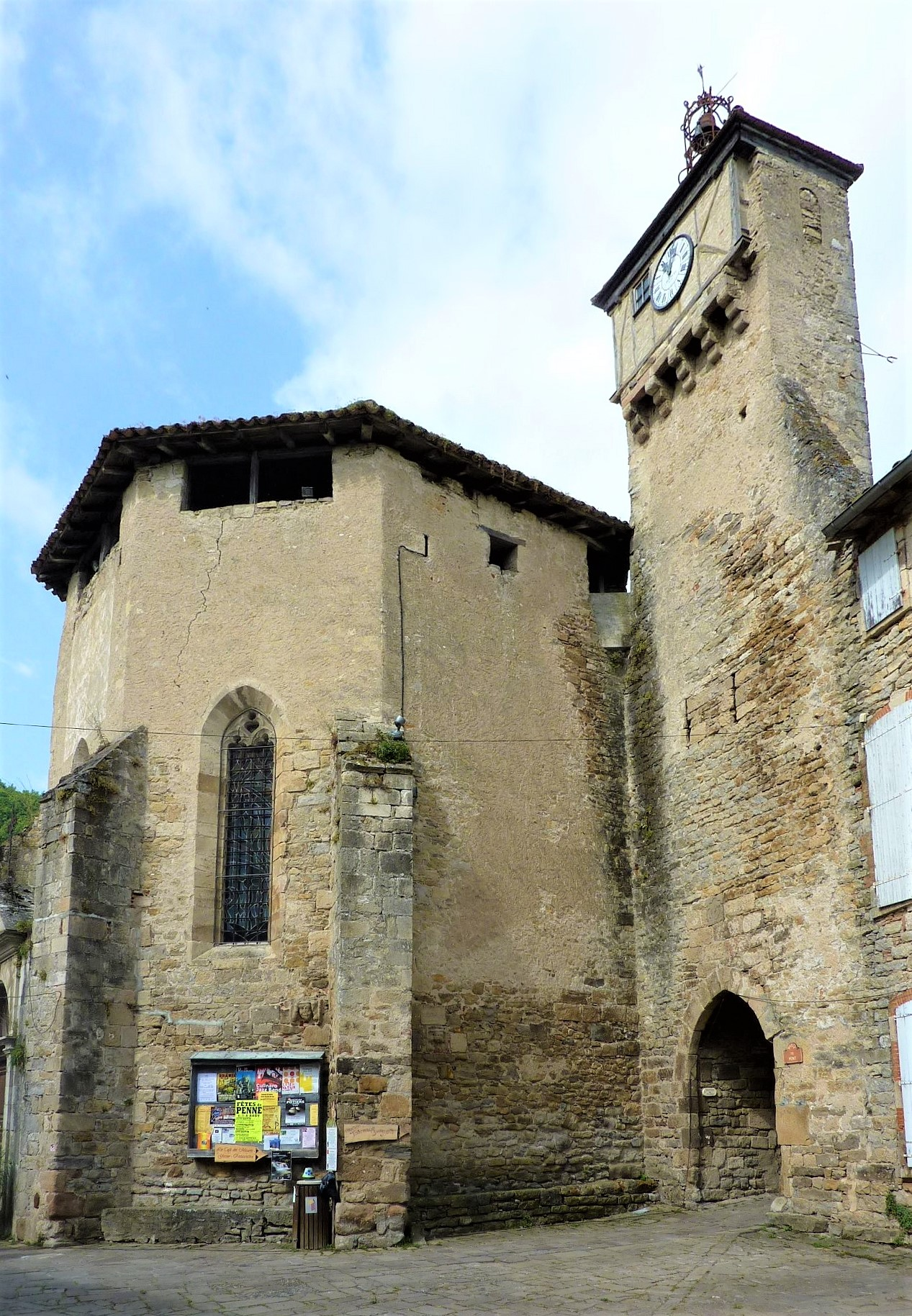
Église Sainte-Catherine de Penne
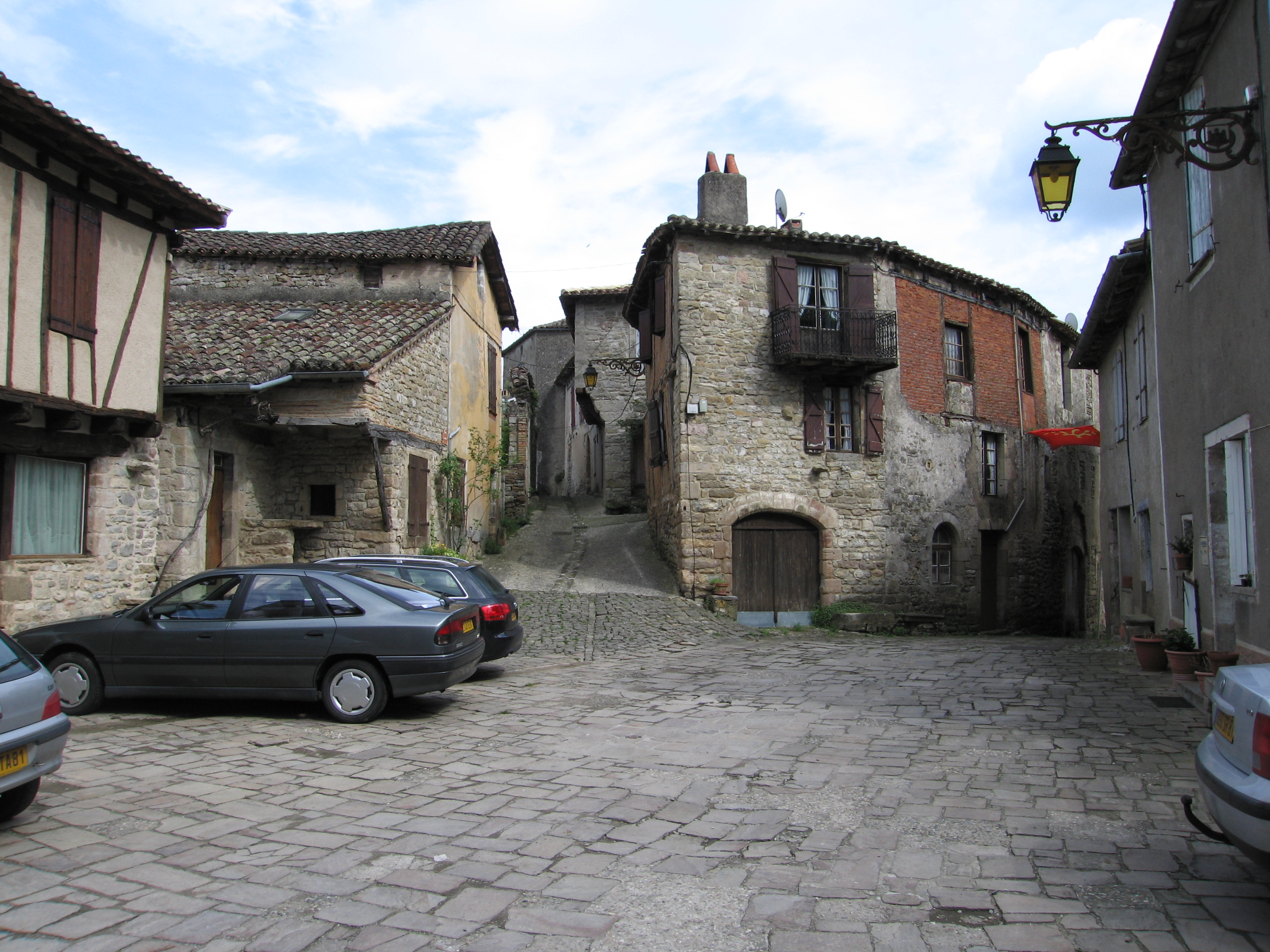
Place de l'église.
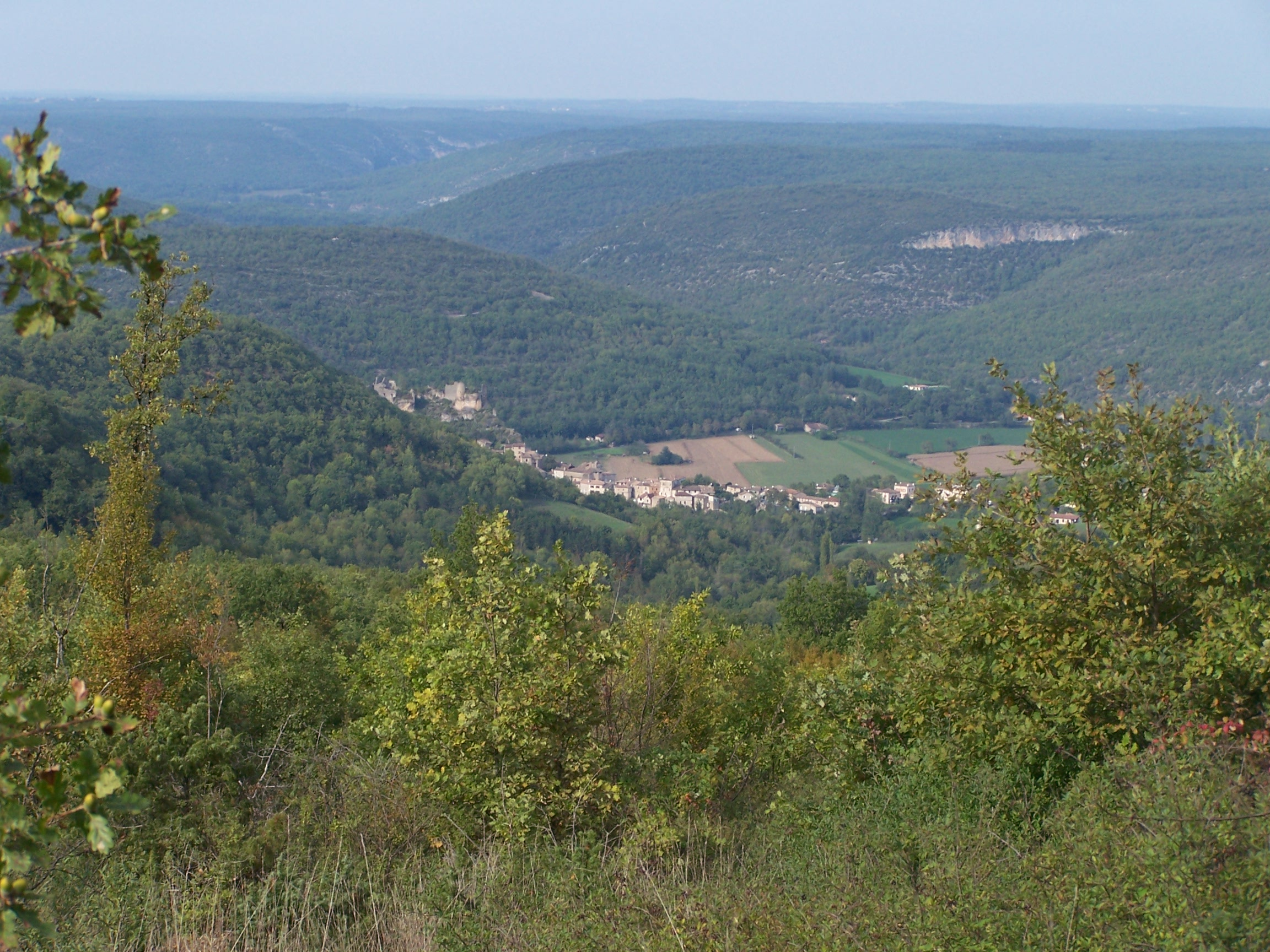
Penne vu de la route forestière de la forêt de Grésigne.
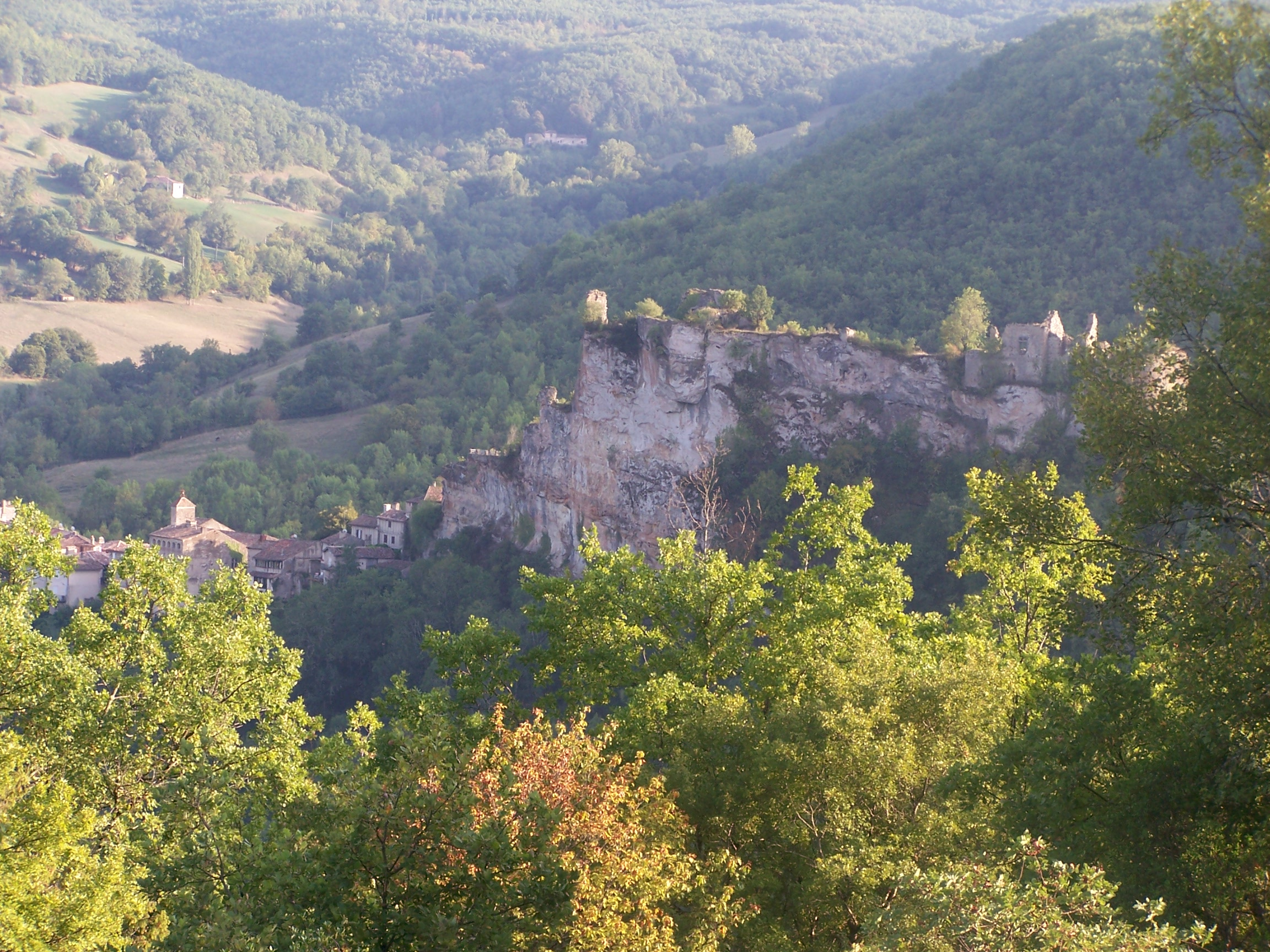
Penne vu de la RD 33 sur le causse.
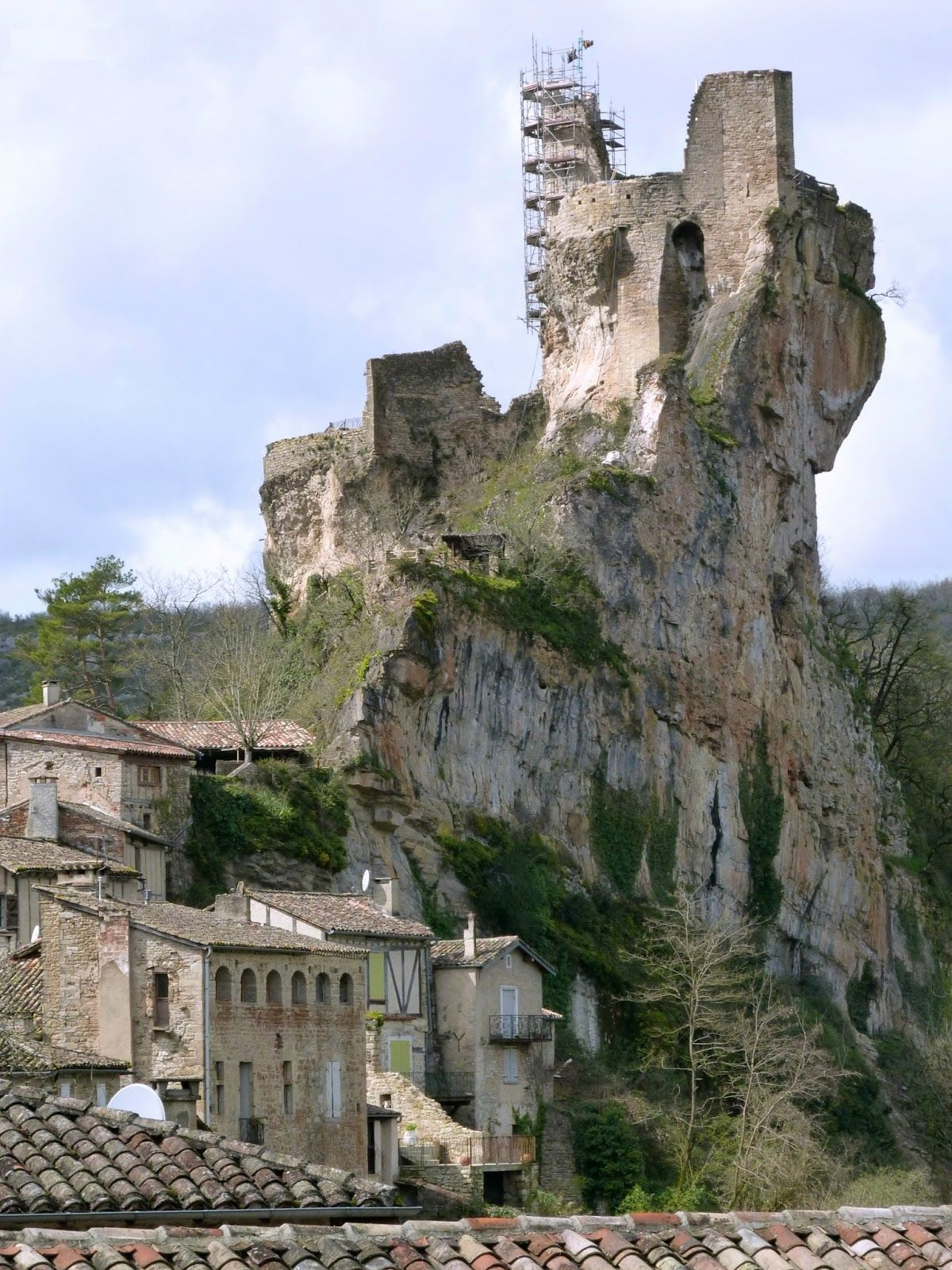
Ruines du château de Penne d'Albigeois.
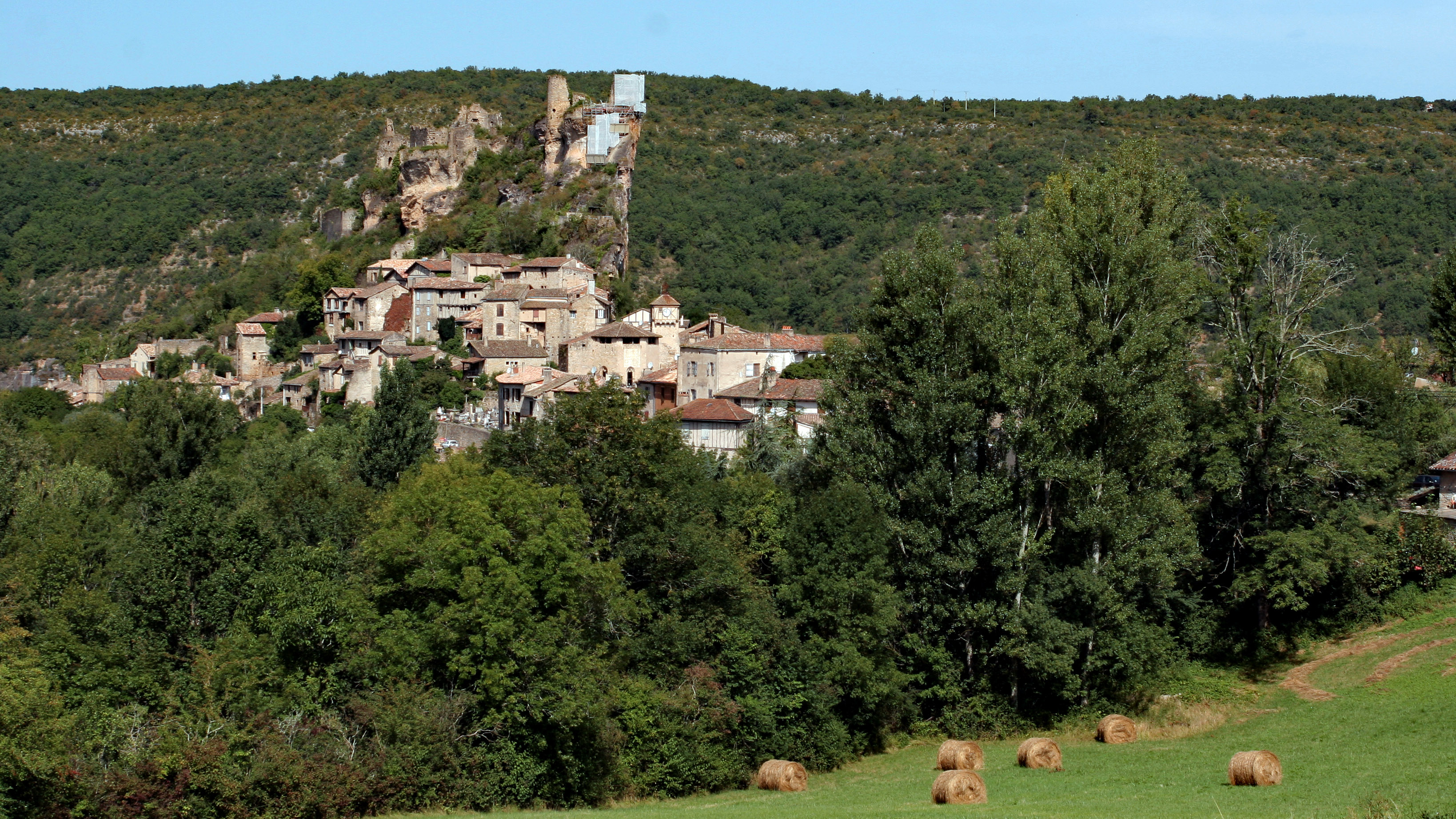
Penne 2007
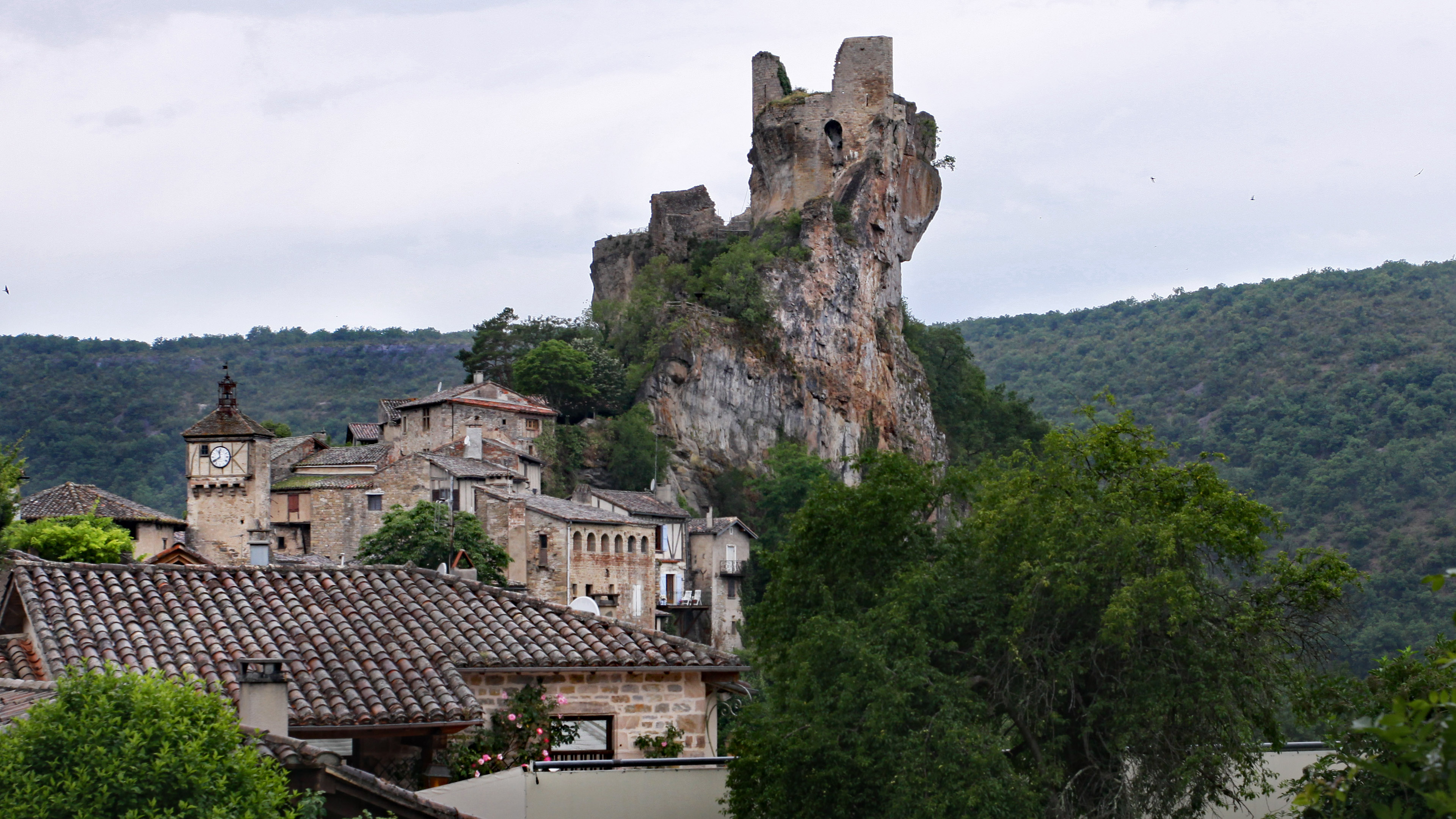
Penne 2011
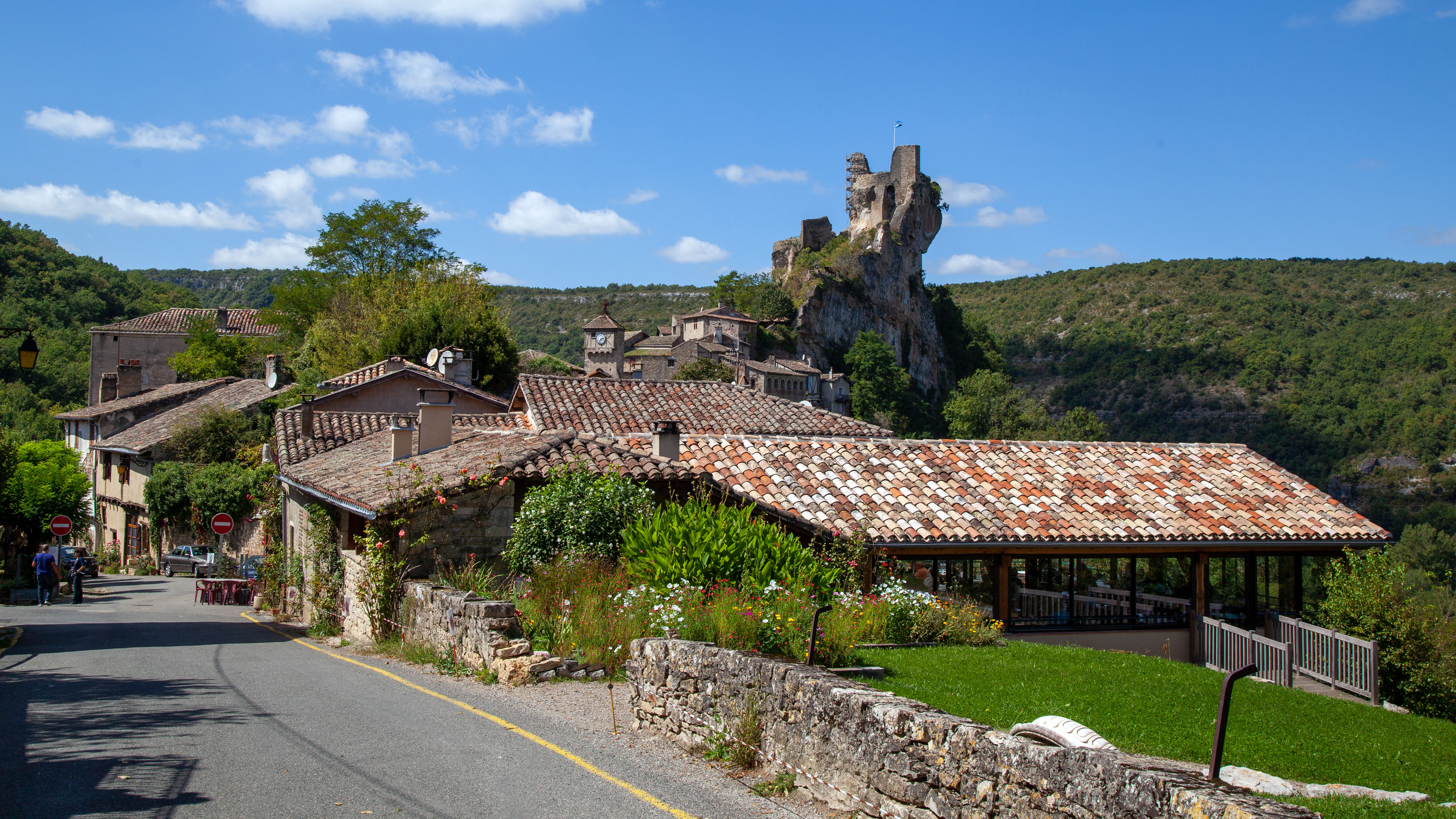
Penne 2014

### Personnalités liées à la commune
- Jean Sarrazin (1770-1848), général français de la Révolution et de l'Empire né à Penne.
- Fernand Verdeille, homme politique, né à Penne et maire de la commune de 1947 à 1965.
- Noël Arnaud a acheté sa première maison à Penne à la fin des années 1940. D'abord estivant, il s'installa dans le village définitivement à sa retraite en 1980, et y résidera jusqu'à sa mort en 2003.
- Alain Carcenac (1945 - 2014), ancien reporter-photographe au quotidien Les Nouvelles calédoniennes[68] ; devenu ermite dans le Tarn, son squelette a été découvert par des spéléologues en prospection, dans une grotte près de Penne le samedi 11 janvier 2014[69].
- Georges Herment (1912-1969), poète, pendant plus de 20 ans facteur à Penne.
- Jean Malrieu, poète a acheté une maison à Penne en 1960 et y a vécu jusqu'à sa mort en 1976.

#### Une personnalité hors du commun: le Terrrrrrrrrrrrrrrrrrrible de Penne
Alexandre Viguier est une figure emblématique de Penne qui a laissé une trace dans l'histoire locale sous le nom de Terrrrrrrrrrrrrrrrrrrible de Penne. La consonne r est répétée 19 fois pour expliquer qu'il était un républicain du XIXe siècle.

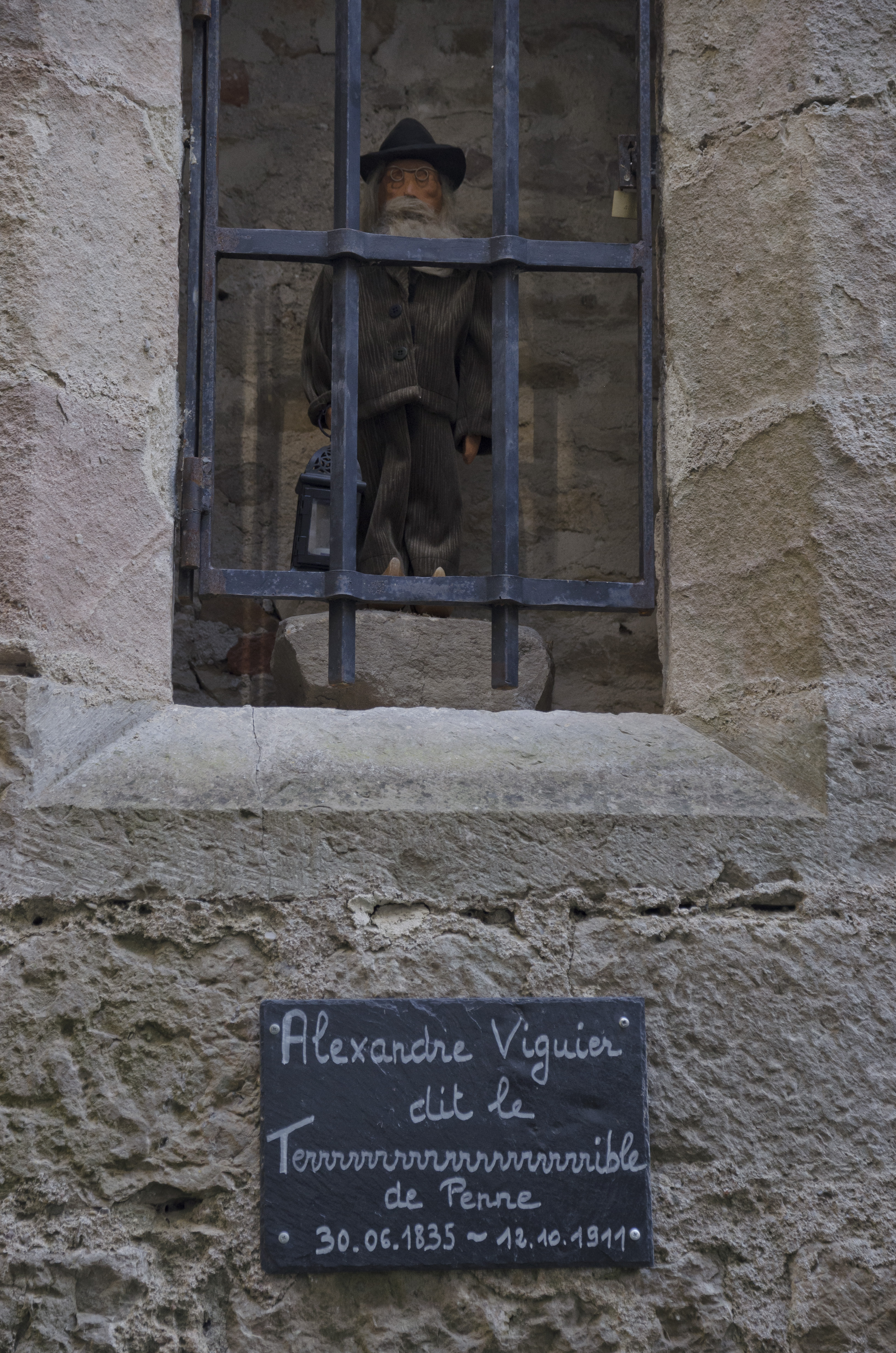
Statue du Terrrrrrrrrrrrrrrrrrrible de Penne dans une niche murale extérieure de l'église de Penne.

Né en 1835, il exerce le métier de géomètre. Il est aussi conseiller juridique pour les populations rurales voisines grâce à ses connaissances en droit et en code civil. Il est célèbre localement et respecté par les habitants.
Il se marie à 39 ans avec Marie Justine Roussel, âgée de 17 ans et issue d'une classe aisée. La gestion catastrophique de sa fortune personnelle incite l'épouse dix années plus tard à demander la séparation des biens.
Alexandre Viguier quitte définitivement la ferme familiale de Cousines. Il change définitivement d'apparence. Jusqu'à son décès, il refuse de se raser ou de se couper les cheveux. Mû par la volonté de supprimer toutes les misères du monde, il dédie sa vie entière à un combat déterminé contre toutes les institutions et la justice. Il est toujours représenté accompagné d'une lanterne destinée de manière symbolique à éclairer sa lutte radicale.
Il échoue à toutes les  élections législatives auxquelles il se présente. Il a même l'occasion de se présenter face à Jean Jaurès à Carmaux en 1896. Il décide de se rendre à Paris pour porter ses idées vers les plus hautes sphères du pouvoir. Ses comportements sont jugés tellement iconoclastes qu'il est interné à l'hôpital Sainte Anne et est renvoyé dans sa ville natale. Il vit alors d'expédients, comme un marginal en solitaire. Il réside au château de Penne (dans la salle des gardes) où il décède à l'âge de 76 ans en 1911.
L'origine de l'adjectif pour qualifier ce personnage n'est pas clairement établie. Certains avancent l'hypothèse que son physique « terrible » explique son surnom. D'autres suggèrent son intelligence des affaires bien que ses échecs financiers agricoles n'appuient pas cette explication.

### Armoiries

#### Armoiries de la Maison De Penne
De Penne,
Seigneurs Barons De Penne, De Cestayrols, De Belfort, De la Guépie, De Balaguier, De Thémines, en Languedoc et en Quercy.

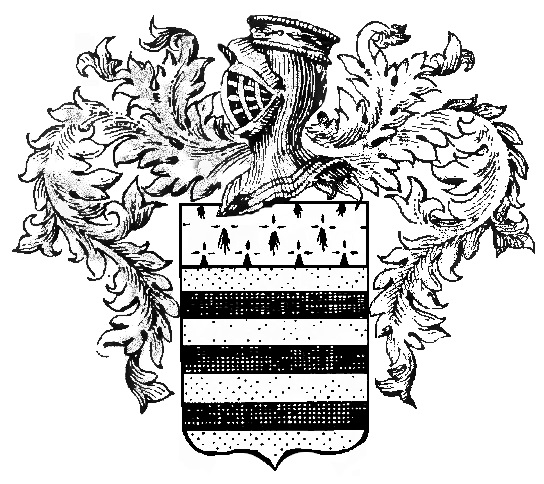
Armes : D’or, à 3 fasces de sable ; au chef d’hermine (1).

(1) L’analogie des armes de la Maison De Penne avec celles de la maison de Clermont-Lodève, à laquelle celle de Lauzières-Thémines s’est alliée en 1344, et qui portait : Fascé d’or et de gueules ; au chef d’hermine, les a fait confondre par l’auteur de l’Histoire des Grands Officiers de la Couronne, qui, t. VII, p. 411, au lieu d’écarteler les armes de la maison de Lauzières de celles de la branche de Penne-Thémines, dont elle recueillit les biens avec clause de substitution, les a écartelées de Clermont-Lodève. Nous observerons que, indépendamment des armes propres à toute la maison de Penne, telles qu’elles sont gravées en tête de cette généalogie, plusieurs personnages de cette maison ont adopté des sceaux particuliers qui ne sont, à proprement parler, que des contre-scels. Ils représentent tantôt, et par allusion au nom, une plume en bande, quelquefois trois plumes dans la même position, avec II besants en orle.
Il y a aussi à la Bibliothèque du Roi plusieurs sceaux des seigneurs de Penne, où les fasces sont placées dans la partie supérieure, sur un fond d’hermine. Ces variations, quelque nombreuses qu’elles soient, se remarquent dans les sceaux de beaucoup d’anciennes familles, et particulièrement dans ceux des 12e, 13e et 14e siècles.
La maison De Penne (De Penna ou De Penastudis), dont les riches domaines sont passés par alliance et par substitution dans les maisons De Villemur et De Lauzières, vers le milieu du 15e siècle, a pris son nom d’un ancien château situé en Albigeois, sur les frontières du Quercy. Ses seigneurs figurent avec éclat parmi la haute noblesse du Languedoc dès la fin du 11e siècle, et l’on peut attribuer à leur nombreux vasselage, et plus encore, peut-être, à la situation avantageuse de leur château, les caractères d’indépendance et d’opiniâtreté qu’ils montrèrent dans la guerre qu’ils soutinrent contre les croisés.

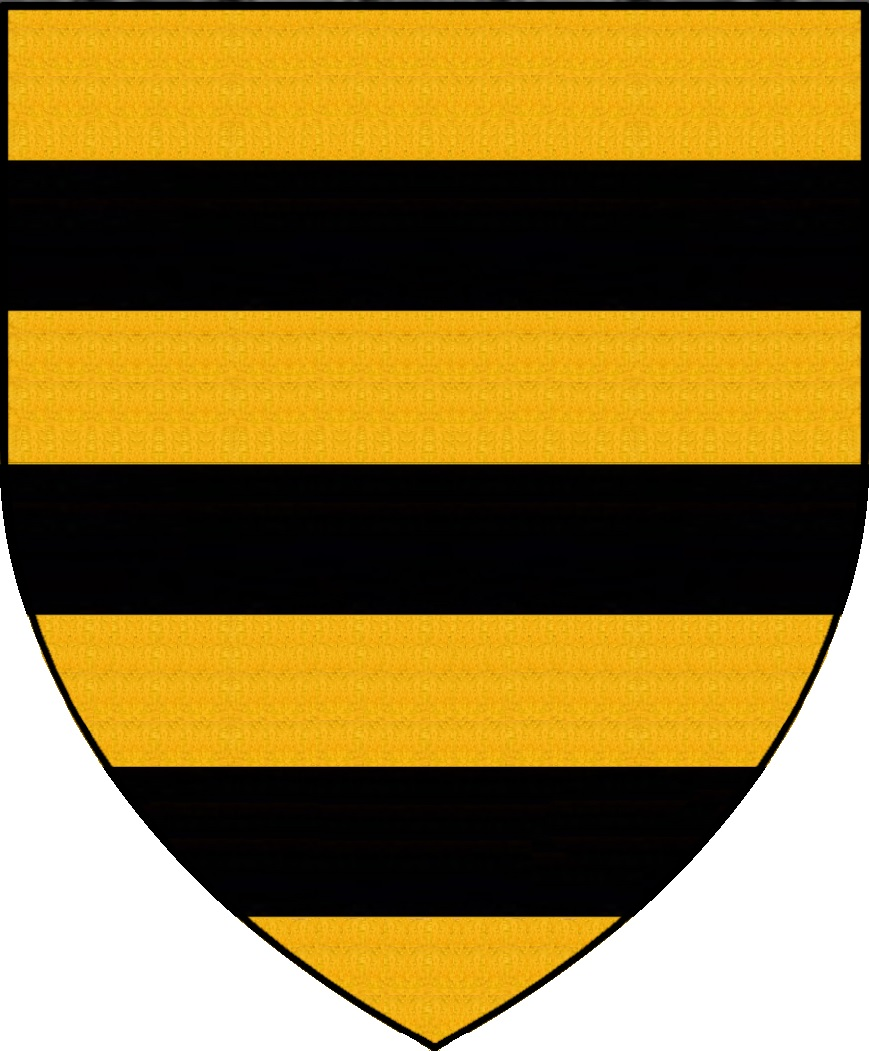
Exemple d’un écu D’or, à 3 fasces de sable

#### Bernard De Penne

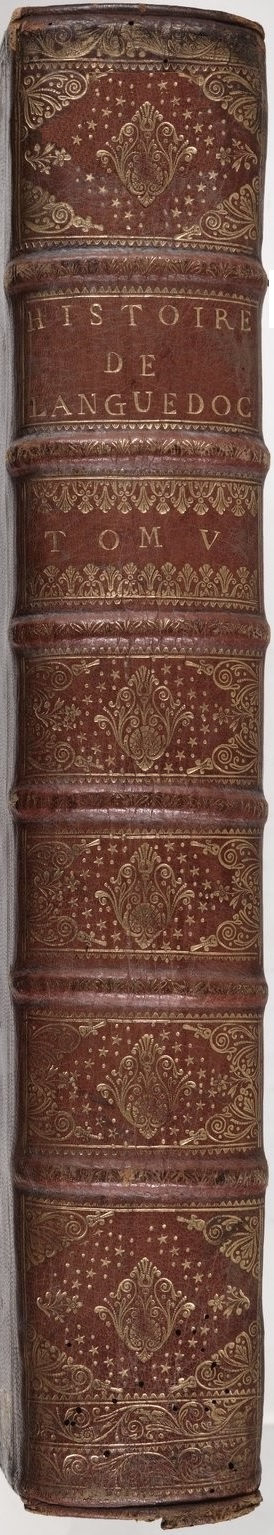
Histoire de Languedoc, tome V

Bernard De Penne, chevalier qui, l’an 1225, fut l’un des témoins de la promesse de mariage entre la fille de Mainfroi de Rabastens, et Bertrand, frère du comte de Toulouse, puis de l’accord conclu, au mois d’octobre 1231, entre Raimond, VIIe du nom, comte de Toulouse, et Raimond, abbé de Gaillac. Par charte des ides de juin 1251, passée à Montauban, en présence de Robert de Saint-Clair, de Pierre de Voisins, de Simon de Claret, de Philippe d’Aubonne, de Sicard et Berenger d’Alaman, de Déodat et Guillaume de Barasc, de Bertrand et Hugues de Cardaillac, de Pons-Ameil de Causac, de Pons de Rabastens, de Guillaume de Roaix, etc.
Bernard et Olivier De Penne, son frère, cédèrent leur château de Penne à Alfonse, comte de Poitiers et de Toulouse, qui, en échange donna à Bernard le château de la Guépie, situé dans les diocèses d’Alby et de Rodez, avec l’albergement du château de Belfort, au diocèse de Cahors. Bernard De Penne est encore nommé dans une des procédures du comte Alfonse, de l’année 1267.
Après la mort de Bernard De Penne, sa succession passa à ses neveux, fils d’Olivier De Penne, son frère aîné.

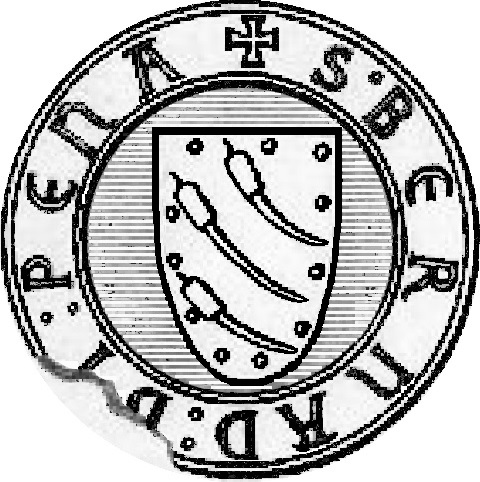
Sceau de Bernard De Penne – an 1266

### Héraldique
| Blason de Penne | Blason  | D'azur à la plume d'or, au chef cousu de gueules chargé de trois fleurs de lys aussi d'or. |
| Blason de Penne | Détails | Le statut officiel du blason reste à déterminer.                                           |